# Dorin Popa
Dorin Popa (Ştiubieni, 5 de julio de 1955-) es un profesor, editor, periodista, novelista y poeta rumano perteneciente a la Asociación de Escritores de Rumania y a la Asociación de Periodistas Rumanos.

## Obras publicadas
| Año  | Título original                                                                         | Idiomas de la publicación original |
| 1990 | Utopia posesiunii                                                                       | Rumano                             |
| 1992 | Fără întoarcere                                                                         | Rumano                             |
| 1992 | Convorbiri euharistice                                                                  | Rumano                             |
| 1993 | Poesis. Elf lyrische Miniaturen                                                         | Rumano y alemán                    |
| 1994 | Tentativă de spovedanie                                                                 | Rumano                             |
| 1995 | Poèmes                                                                                  | Francés                            |
| 1996 | Ce mai aştept                                                                           | Rumano                             |
| 1997 | Moartea mea – viaţa mea                                                                 | Rumano                             |
| 1998 | Nimeni nu înţelege pe nimeni. Niemand versteht niemanden. Personne ne comprend personne | Rumano, alemán y francés           |
| 1998 | Ce ţi-e scris. Your destiny                                                             | Rumano e inglés                    |
| 1999 | Perdóname                                                                               | Rumano y español                   |
| 2001 | Când o femeie vine către tine                                                           | Rumano                             |
| 2001 | For ever for never                                                                      | Inglés                             |
| 2005 | Când o femeie pleacă                                                                    | Rumano                             |